# Villa Volte Alte
Villa Volte Alte (anche Villa Chigi Farnese o Villa Mieli) è situata in località Le Volte, al confine tra i comuni di Siena e di Sovicille, Toscana.

## Storia e descrizione
Si trova su una leggera collina a ovest di Costalpino, paese situato sulla strada che conduce sin dal medioevo sulla Montagnola.
La Villa delle Volte costituisce un importante prototipo della tipologia ad ali aggettanti, di ispirazione classica, e precede di poco l'edificazione, a Roma, della più celebre villa della Farnesina. Appartenne ai Chigi sin dal primo Cinquecento ed è caratterizzata da un'architettura improntata ad un'essenziale semplicità, ispirata al recupero delle proporzioni e alle relazioni tra gli elementi costituenti l'eredità dell'antico, ben intonata perciò all'ambiente rurale circostante. Negli atti testamentari della famiglia Chigi furono d'altronde incluse precise disposizioni per mantenere inalterato nel succedersi delle generazioni l'assetto paesaggistico e agrario. L'insieme è composto dalla villa, la chiesa di San Bartolomeo, la peschiera con un teatro, il rustico (edificio ad uso agricolo lavorativo) e le stalle. Le ampie partiture dei prospetti, adesso ad intonaco, furono in origine concepite per essere decorate (come riferisce Fabio Chigi nei suoi "Commentarii" del 1625), ma dopo essersi deteriorate, non furono ripristinate. 
La costruzione venne commissionata e iniziata da Mariano Chigi, che incaricò, forse, Francesco di Giorgio Martini. Ma soprattutto la mano di Baldassarre Peruzzi, allievo del Martini, è chiamata in causa. La villa sarebbe stata riprogettata dal Peruzzi nel 1505 per Sigismondo Chigi, che vi creò il suo "curarum refugium" e vi profuse larghe sostanze non potendo, per ammonimento della magistratura senese, ampliare ed abbellire il suo palazzo in via Del Casato: La data 1505 appare nell'iscrizione presente sulla facciata. Peruzzi deve quindi essere intervenuto sul progetto, e la modifica di una preesistenza appare riflessa nella difformità delle due ali, che ha rispondenza anche sulla collocazione dei cornicioni in facciata. Nel suo complesso la villa è stata a Siena un duraturo esempio per questa tipologia architettonica nei secoli successivi, sia per l'utilizzo dei materiali che per l'appropriatezza delle scelte progettuali, e ha una lunga serie di derivazioni.  Un'altra iscrizione, nella volta di una delle sale del portico, ricorda la visita di Giulio II in viaggio verso Bologna (1510-1511) e testimonia lo sforzo d'avvicinamento della famiglia Chigi al papa, culminato nella donazione della villa della Suvera, dove parimenti avrebbe lavorato Peruzzi. Lo stemma Chigi, inquartato con quello Della Rovere in base alla concessione di unire i due stemmi accordata da Giulio II, campeggia infatti sulla facciata della villa. Le sale interne sono caratterizzate dai soffitti a volta, eponime della villa, decorate da affreschi databili intorno al secondo decennio del cinquecento da pittori della cerchia peruzziana: al piano terra, il più pregevole, dove sono raffigurati soprattutto temi romani, legati all'ascesa dei Chigi come cardinali (e poi papi).
Nell'Ottocento la villa venne ristrutturata, trascurando in parte la destinazione d'uso originale degli ambienti, data dal Peruzzi.
Oltre le logge, un altro elemento che sottolinea la ricerca di continuità della villa con il giardino è la presenza della panca che circonda tutto il fabbricato. Di grande interesse sono anche i due pozzi, uno nell'angolo fra ala sud e portico, in travertino e tufo, inserito in una nicchia con volta a colmo a cassettoni dipinti, l'altro rettangolare in pietra, sul muro occidentale, che per la presenza di amorini scolpiti e accostati di schiena a sorreggere lo stemma Chigi-Della Rovere, appare una chiara citazione di sarcofagi romani. Nel giardino sopravvive l'originale impostazione asimmetrica, con percorsi articolati e improvvise vedute prospettiche.
Oggi appartiene all'Università di Siena ed è visitabile durante l'orario delle lezioni.